# Daniel Demetrio Hernández
Daniel Demetrio Hernández (nació el 23 de julio de 1976 en Tyler, Texas, Estados Unidos) es un exfutbolista estadounidense. 
Jugaba de pivote o de defensa central y se retiró con FC Dallas en la Major League Soccer.

## Trayectoria
Inició su formación académica y deportiva en Southern Methodist University en 1994.

### Clubes
| Club                   | País           | Año       |
| ---------------------- | -------------- | --------- |
| Los Ángeles Galaxy     | Estados Unidos | 1998-1999 |
| Tampa Bay Mutiny       | Estados Unidos | 1999-2000 |
| MetroStars             | Estados Unidos | 2000-2002 |
| New England Revolution | Estados Unidos | 2002-2003 |
| Club Necaxa            | México         | 2003-2005 |
| New England Revolution | Estados Unidos | 2005-2007 |
| Club Puebla            | México         | 2007      |
| Jaguares de Chiapas    | México         | 2008      |
| Club Necaxa            | México         | 2009      |
| FC Dallas              | Estados Unidos | 2009-2012 |

## Palmarés

### Campeonato nacional
| Título                 | Club               | País           | Año  |
| ---------------------- | ------------------ | -------------- | ---- |
| MLS Supporters' Shield | Los Angeles Galaxy | Estados Unidos | 1998 |